# Chiesa di San Giovanni Battista (Villamar)
La chiesa di San Giovanni Battista (crèsia de Santu Giuanni Batista in lingua sarda) è la parrocchiale di Villamar, situata nel quartiere Maiorchino, nel centro storico del paese. La sua rilevanza, dal punto di vista artistico, si deve soprattutto alla presenza al suo interno del Retablo della Madonna del Latte, una delle principali opere di Pietro Cavaro.

## Storia e descrizione
Sebbene non siano pervenute notizie sulla chiesa romanica di San Giovanni di Mara Arbarei (antico nome di Villamar, documentato dal 1219), si rivelano le tracce di questa costruzione nel tratto murario, databile alla seconda metà del XIII secolo, inglobato nella facciata dell'attuale parrocchiale di Villamar. Questa è frutto della ricostruzione cinquecentesca, secondo i canoni stilistici dello stile gotico catalano e sul modello cagliaritano del San Giacomo in Villanova, e dei restauri e ampliamenti nei secoli successivi.
In facciata, la porzione muraria duecentesca è in pietra calcarea e vulcanite, preservata dall'intonaco. Presenta un portale romanico, con architrave poggiante su capitelli scolpiti e sormontato da un arco di scarico. I cunei dell'arco presentano, in alternanza, alloggi per bacini ceramici. A sinistra si innalza la torre campanaria cinquecentesca, a canna quadra.
L'interno è a tre navate, con cappelle laterali. Il presbiterio, a pianta quadrangolare, presenta una volta a crociera costolonata stellare. 

### Retablo della Madonna del Latte
L'altare maggiore è un'opera settecentesca in marmi policromi; sull'altare è collocato il Retablo della Madonna del Latte (detto anche Retablo di Villamar), firmato da Pietro Cavaro e risalente al 1518, come testimonia l'iscrizione leggibile sull'opera: "ANNO SALUTIS MDXVIII DIE XXV MENSIS MAIUS PINGIT HOC RETABOLUM PETRI CAVARO PICTORUM MINIMUS STAMPACIS".
Il retablo venne commissionato da don Salvatore Aymerich. L'opera si compone di diverse tavole dipinte, disposte attorno alla nicchia centrale, ove è custodita la statua lignea della Madonna col Bambino, scolpita dal campano Giovanni da Nola. La predella (fascia inferiore del retablo) è costituita da sette scomparti, con le raffigurazioni di altrettanti episodi della vita di Gesù e della Madonna: da sinistra si trovano l'Annunciazione, la Natività, l'Adorazione dei Magi, la Risurrezione, l'Ascensione, la Pentecoste e la Morte della Madonna. In due grandi tavole ai lati della predella, sono dipinti i santi Pietro e Paolo. La parte superiore del retablo, con al centro la statua della Madonna, presenta cinque tavole: nelle due a sinistra sono raffigurati San Giovanni Battista e San Michele Arcangelo, in quella centrale (sopra la nicchia della Madonna) la Crocefissione di Gesù, mentre le due a destra presentano il Battesimo di Gesù e San Francesco d'Assisi nell'atto di ricevere le stimmate. Sei tavole più piccole, con raffigurati angeli musici, sono disposti ai lati della nicchia centrale. Infine, nei dipinti sui polvaroli, sono rappresentati san Nicola di Bari, sant'Onofrio, sant'Anna e Maria Bambina, sant'Orsola e le vergini compagne, l'arcangelo Raffaele con Tobiolo, Dio Padre tra i santi vescovi Giorgio di Suelli e Lucifero di Cagliari, l'arcangelo Gabriele, i santi Cosma e Damiano, santa Caterina d'Alessandria, san Cristoforo e sant'Antonio abate.